# 绿地全球商品贸易港
绿地全球商品贸易港簡稱绿地全球商贸港，是中華人民共和國的一個出售進口貨物的場館，由绿地集团創辦，其在上海、天津、济南、哈尔滨、寧波等城市設有分店。

## 历史
首家分店于首屆中国国际进口博览会閉幕三天後的2018年11月13日在上海虹桥商务区开业。 

## 外部連結
- 官方网站